# 유개화차

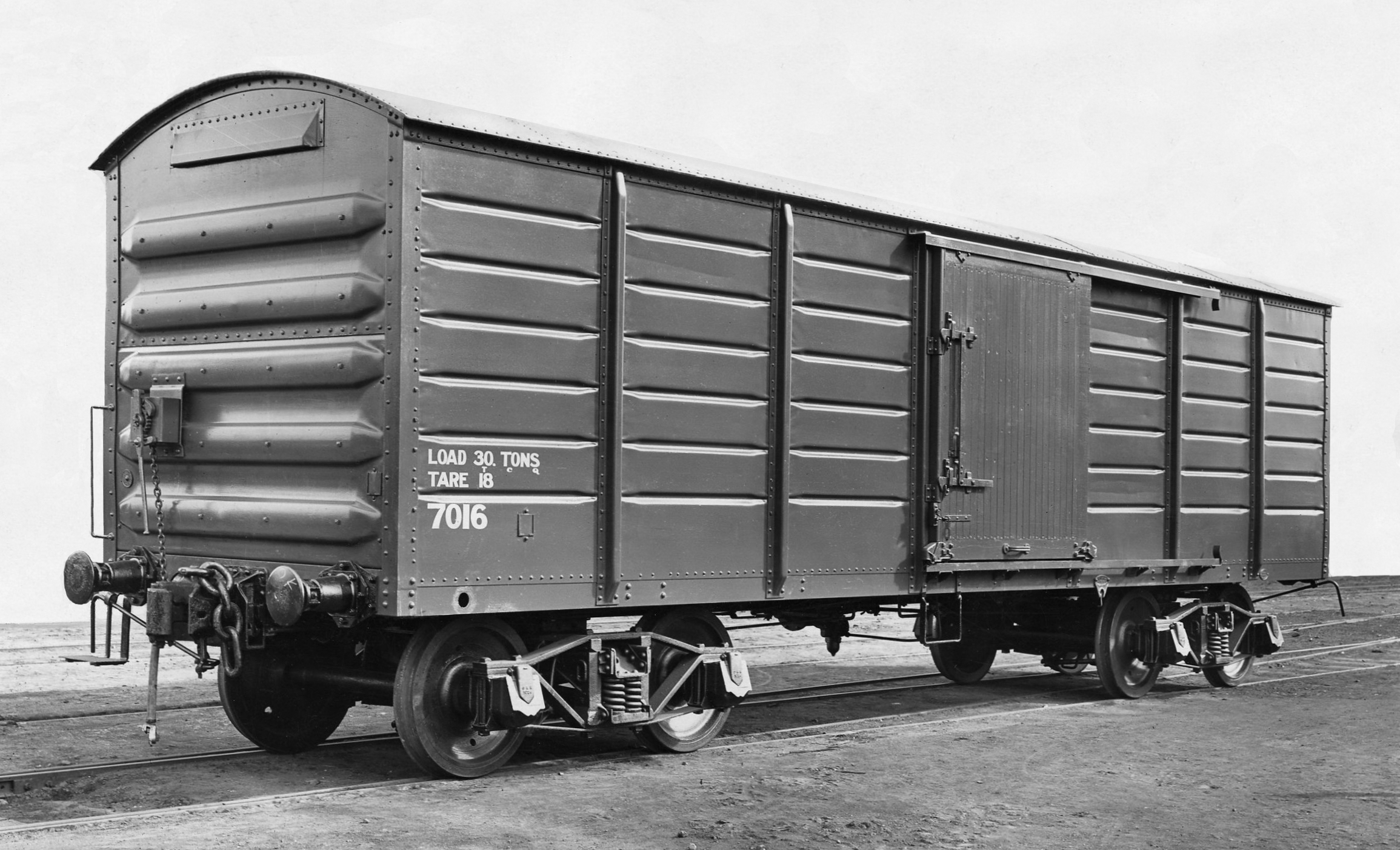

유개화차, 유개차 또는 박스카(boxcar)는 밀폐되어 일반적으로 화물을 운반하는 데 사용되는 철도 차량을 가리키는 북아메리카(AAR) 용어이다. 박스카는 가장 단순한 화물차 디자인은 아니지만 대부분의 화물을 운반할 수 있기 때문에 가장 다재다능한 차량 중 하나로 간주된다. 박스카에는 다양한 크기와 작동 방식의 측면 미닫이문이 있으며, 일부에는 매우 큰 품목을 적재할 수 있는 끝문과 조정 가능한 격벽이 포함되어 있다.
북미 이외의 유사한 적용 화물 차량은 적용 상품 왜건이며, 지역에 따라 goods van(영국 및 호주), covered wagon(UIC 및 영국) 또는 간단히 van(UIC, 영국 및 호주)이라고 한다.

## 사용
유개화차는 대부분의 화물을 운반할 수 있다. 원래는 손으로 적재했지만 최근에는 지게차와 같은 기계적 보조 장치를 사용하여 더 빠르게 적재하고 비울 수 있다. 일반화된 디자인은 특수한 자동차 디자인보다 싣고 내리는 속도가 여전히 느리며, 이는 제2차 세계 대전 이후 박스카 수의 감소를 부분적으로 설명한다. 이러한 감소의 또 다른 원인은 수상 화물 운송이 컨테이너 운송으로 급격히 전환되었기 때문이다. 바퀴와 섀시가 없는 사실상 유개화차인 컨테이너는 컨테이너 선박, 트럭 또는 플랫카 등 복합 화물 운송이 가능하도록 설계되었으며 집집마다 배달될 수 있다.
박스카는 특히 20세기 초 미국 중서부 지역에서 석탄과 같은 대량 상품을 운반하는 데 사용되었다. 이러한 사용은 여러 회사가 석탄 적재를 자동화하기 위해 경쟁하는 박스카 로더를 개발할 만큼 충분히 널리 퍼졌다. 1905년까지 이러한 기계는 주로 중서부 탄광에서 350~400대가 사용되었다.

## 같이 보기
- 차운차
- 화차 (철도)